# Kościół św. Wojciecha w Kościelcu (powiat kaliski)
Kościół świętego Wojciecha w Kościelcu (powiat kaliski) – rzymskokatolicki kościół parafialny należący do parafii pod tym samym wezwaniem (dekanat Stawiszyn diecezji kaliskiej).
Jest to świątynia składająca się z drewnianej nawy z 1708 roku, murowanego prezbiterium romańskiego z ok. połowy XII wieku i kruchty z końca XVI wieku. Kościół remontowany był w 1761 i 1904 roku oraz w latach 1991–1994 przez firmę Jana Migla (otrzymał wówczas nowe pokrycie dachu).
Budowla jest jednonawowa, orientowana, posiada konstrukcję zrębową. Prezbiterium jest murowane, reprezentuje styl romański, zwieńczone jest absydą, z boku jest umieszczona zakrystia. Z boku nawy znajduje się drewniana kaplica wzniesiona na planie ośmiokąta, nakryta namiotowym dachem blaszanym i cebulastym dachem hełmowym. Dach kościoła jest dwukalenicowy, pokryty blachą miedzianą, na dachu jest umieszczona kwadratowa wieżyczka na sygnaturkę. Zwieńcza ją blaszany cebulasty dach hełmowy z latarnią i krzyżem. Wnętrze świątyni jest wyłożone boazerią. Nawa nakryta jest stropem płaskim z fasetą, natomiast prezbiterium – sklepieniem kolebkowym. We wnętrzu znajduje się chór muzyczny, charakteryzujący się wybrzuszonym parapetem w części centralnej, podparty dwoma słupami. Umieszczone są na nim organy o 5 głosach, wykonane przez firmę Dominika Biernackiego w XIX wieku. Belka tęczowajest ozdobiona krucyfiksem. Wyposażenie w stylu rokokowym pochodzi z 1 połowy XVIII wieku, należą do niego: ołtarz główny, dwa ołtarze boczne, ambona i chrzcielnica.